# Полифенолы

Куркумин, ярко-желтый компонент куркумы (Curcuma longa), является хорошо изученным полифенолом.

Полифенолы — класс химических соединений, характеризующихся присутствием более чем одной фенольной группы в молекуле. 
Полифенолы подразделяются на танины, способные к гидролизу, которые являются сложными эфирами галловой кислоты глюкозы и других сахаров, и фенилпропаноиды, например лигнины, флавоноиды и конденсированные танины. 
При попадании в органы жизнедеятельности ускоряет химический процесс образования метамизола натрия и хлорпромазина, которые в свою очередь снижают активность антикоагулянтов кумаринового ряда (свёртывания крови).

## Определение термина полифенол

Эллаговая кислота, полифенол.

Термин «полифенол» не имеет четкого определения, но считается, что это природные продукты, «имеющие полифенольную структуру (то есть несколько гидроксильных групп в ароматических кольцах)», включая четыре основных класса:
- К флавоноидам относятся флавоны, флавонолы, флаванолы, флаваноны, изофлавоны, проантоцианидины и антоцианы. Особенно много флаваноидов в продуктах питания: катехин (чай, фрукты), гесперетин (цитрусовые), цианидин (красные фрукты и ягоды), даидзеин (соя), проантоцианидины (яблоки, виноград, какао) и кверцетин (лук, чай, яблоки)[2].
- Фенольные кислоты включают кофейную кислоту.

- Стилбены

- Лигнаны — это полифенолы, полученные из фенилаланина, которые содержатся в семенах льна и других злаках.

## Распространение в природе
В цветочных корзинках содержатся каротиноиды и флавоноиды (каротин, ликопин, виолаксантин, цитраксантин, рубиксантин, флавоксантин, флавохром). В соцветиях календулы имеются также полисахариды, полифенолы, смолы (около 3,4 %), слизь (2,5 %), азотсодержащие слизи (1,5 %), органические кислоты (яблочная, аскорбиновая и следы салициловой).
В надземных частях растения найдено до 10 % горького вещества календена, имеющего ненасыщенный характер. Запах цветов и их фитонцидные свойства обусловлены наличием эфирного масла. Надземные органы растения содержат тритерпеновый сапонин, дающий при гидролизе олеаноловую и глюкуроновую кислоты. Установлено наличие тритерпендиолов арнидиола и фарадиола.
В семенах содержится жирное масло, представленное глицеридами преимущественно лауриновой и пальмитиновой кислот. В семенах найдены алкалоиды. В корнях обнаружен инулин и ряд тритерпеновых гликозидов, являющихся производными олеаноловой кислоты.
В царстве растений присутствует более 50 000 структурно разнообразных полифенолов.

## Этимология названия
Название происходит от древнегреческого слова πολύς (polus, что означает «многие, много») и слова фенол, которое обозначает химическую структуру, образованную путем присоединения к ароматическому бензольному (фенильному) кольцу гидроксильной (-OH) группы, как это происходит в спиртах (отсюда суффикс -ол). Термин «полифенол» используется по крайней мере с 1894 года.